# 2005-ös Formula–1 magyar nagydíj
A magyar nagydíj volt a 2005-ös Formula–1 világbajnokság tizenharmadik futama, amelyet 2005. július 31-én rendeztek meg a magyar Hungaroringen, Mogyoródon. Ez volt a 20. Formula–1-es futam Magyarországon.

## Időmérő edzés
A pole-t Michael Schumacher szerezte meg Montoya és Trulli előtt.
| Helyezés | Versenyző            | Csapat/Motor      | Idő        | Különbség |
| -------- | -------------------- | ----------------- | ---------- | --------- |
| 1        | Michael Schumacher   | Ferrari           | 1:19.882   | —         |
| 2        | Juan Pablo Montoya   | McLaren-Mercedes  | 1:20.779   | + 0.897   |
| 3        | Jarno Trulli         | Toyota            | 1:20.839   | + 0.957   |
| 4        | Kimi Räikkönen       | McLaren-Mercedes  | 1:20.891   | + 1.009   |
| 5        | Ralf Schumacher      | Toyota            | 1:20.964   | + 1.082   |
| 6        | Fernando Alonso      | Renault           | 1:21.141   | + 1.259   |
| 7        | Rubens Barrichello   | Ferrari           | 1:21.158   | + 1.276   |
| 8        | Jenson Button        | BAR-Honda         | 1:21.302   | + 1.420   |
| 9        | Giancarlo Fisichella | Renault           | 1:21.333   | + 1.451   |
| 10       | Szató Takuma         | BAR-Honda         | 1:21.787   | + 1.905   |
| 11       | Christian Klien      | Red Bull-Cosworth | 1:21.937   | + 2.055   |
| 12       | Nick Heidfeld        | Williams-BMW      | 1:22.086   | + 2.204   |
| 13       | David Coulthard      | Red Bull-Cosworth | 1:22.279   | + 2.397   |
| 14       | Felipe Massa         | Sauber-Petronas   | 1:22.565   | + 2.683   |
| 15       | Jacques Villeneuve   | Sauber-Petronas   | 1:22.866   | + 2.984   |
| 16       | Mark Webber          | Williams-BMW      | 1:23.495   | + 3.613   |
| 17       | Christijan Albers    | Minardi-Cosworth  | 1:24.443   | + 4.561   |
| 18       | Narain Karthikeyan   | Jordan-Toyota     | 1:25.057   | + 5.175   |
| 19       | Robert Doornbos      | Minardi-Cosworth  | 1:25.484   | + 5.602   |
| 20       | Tiago Monteiro*      | Jordan-Toyota     | idő nélkül |           |

* Tiago Monteiro autójában motort cseréltek, de mivel az időmérő edzésen nem futott mért kört, így automatikusan az utolsó pozícióba sorolták.

## Futam
A versenyt a 4. helyről induló Räikkönen nyerte meg. Michael és Ralf Schumacher állt fel a dobogó második és harmadik fokára. Alonso az első kanyarban történt rajtbaleset miatt csak a 11. lett. Montreali kiesése és Indianapolis után ez volt a harmadik nem pontszerző futama. 1:21,219-del Räikkönen futotta a leggyorsabb kört. Trulli, 4., Button 5., Heidfeld 6., Webber 7., Szató 8. lett, egyetlen 2005-ös pontját szerezve. Az 5 kieső között volt Villeneuve, Montoya, Doornbos, Coulthard és Klien.
| Helyezés | Rajtszám | Versenyző            | Csapat/Motor      | Futott kör | Idő/Kiesés oka | Rajthely | Pont |
| -------- | -------- | -------------------- | ----------------- | ---------- | -------------- | -------- | ---- |
| 1        | 9        | Kimi Räikkönen       | McLaren-Mercedes  | 70         | 1h37:25.552    | 4        | 10   |
| 2        | 1        | Michael Schumacher   | Ferrari           | 70         | + 35.581       | 1        | 8    |
| 3        | 17       | Ralf Schumacher      | Toyota            | 70         | + 36.129       | 5        | 6    |
| 4        | 16       | Jarno Trulli         | Toyota            | 70         | + 54.221       | 3        | 5    |
| 5        | 3        | Jenson Button        | BAR-Honda         | 70         | + 58.832       | 8        | 4    |
| 6        | 8        | Nick Heidfeld        | Williams-BMW      | 70         | + 1:08.375     | 12       | 3    |
| 7        | 7        | Mark Webber          | Williams-BMW      | 69         | + 1 kör        | 16       | 2    |
| 8        | 4        | Szató Takuma         | BAR-Honda         | 69         | + 1 kör        | 10       | 1    |
| 9        | 6        | Giancarlo Fisichella | Renault           | 69         | + 1 kör        | 9        |      |
| 10       | 2        | Rubens Barrichello   | Ferrari           | 69         | + 1 kör        | 7        |      |
| 11       | 5        | Fernando Alonso      | Renault           | 69         | + 1 kör        | 6        |      |
| 12       | 19       | Narain Karthikeyan   | Jordan-Toyota     | 67         | + 3 kör        | 18       |      |
| 13       | 18       | Tiago Monteiro       | Jordan-Toyota     | 66         | + 4 kör        | 20       |      |
| 14       | 12       | Felipe Massa         | Sauber-Petronas   | 63         | + 7 kör        | 14       |      |
| HN       | 21       | Christijan Albers    | Minardi-Cosworth  | 59         | + 11 kör       | 17       |      |
| Ki       | 11       | Jacques Villeneuve   | Sauber-Petronas   | 56         | Motorhiba      | 15       |      |
| Ki       | 10       | Juan Pablo Montoya   | McLaren-Mercedes  | 41         | Kardántengely  | 2        |      |
| Ki       | 20       | Robert Doornbos      | Minardi-Cosworth  | 26         | Hidraulika     | 19       |      |
| Ki       | 14       | David Coulthard      | Red Bull-Cosworth | 0          | Baleset        | 13       |      |
| Ki       | 15       | Christian Klien      | Red Bull-Cosworth | 0          | Baleset        | 11       |      |

## A világbajnokság élmezőnyének állása a verseny után
| H  | Versenyzők         | Pont | H  | Konstruktőrök    | Pont |
| -- | ------------------ | ---- | -- | ---------------- | ---- |
| 1. | Fernando Alonso    | 87   | 1. | Renault          | 117  |
| 2. | Kimi Räikkönen     | 61   | 2. | McLaren-Mercedes | 105  |
| 3. | Michael Schumacher | 55   | 3. | Ferrari          | 86   |
| 4. | Jarno Trulli       | 36   | 4. | Toyota           | 68   |
| 5. | Juan Pablo Montoya | 34   | 5. | Williams-BMW     | 52   |

## Statisztikák
Vezető helyen:
- Michael Schumacher: 28 (1-15 / 23-35)
- Juan Pablo Montoya: 10 (16-22 / 38-40)
- Kimi Räikkönen: 32 (36-37 / 41-70)

Kimi Räikkönen 6. győzelme, 12. leggyorsabb köre, Michael Schumacher 64. pole-pozíciója.
- McLaren 143. győzelme.